# Ростовская и Ярославская епархия
Росто́вская и Яросла́вская епархия — историческая епархия Русской православной церкви. Образована в числе первых шести епископских кафедр на Руси.
В 1788 году кафедра перенесена в Ярославль, с тех пор существует Ярославская и Ростовская епархия.

## История
Археологические исследования фиксируют наличие христианских предметов личного обихода (нательных крестов и др.) на территории Ярославской земли, будущей Ростовской епархии, с середины — третьей четверти X века. Непосредственно Ростовская епархия учреждена в начале 990-х годов в Ростове Великом в составе Киевской митрополии Константинопольской православной церкви. О её учреждении рассказывается:

«…После Новгорода святитель Михаил посетил в 991 году с христианской проповедью область Ростовскую, сопровождаемый четырьмя епископами, а также родственником [князя] Владимира — Добрынею и священником Анастасием. Ревностные благовестники крестили здесь множество людей, воздвигли многие храмы, рукоположили пресвитеров и диаконов и устроили клир. В 992 году в Ростов поставлен был и особый епископ; с этого времени возникла здесь епархия, в которую вошла вся область Ростовская…».
В 1154 году управлению Ростовских иерархов подчинены были земли, в XIX веке составлявшие губернии Московскую, Владимирскую, Ярославскую, Костромскую, Тверскую, Нижегородскую, Тульскую и Калужскую, а также многие местности северных губерний: область Белозерская, Вологда, Устюг Великий, Пермь и другие.
Уже в домонгольский период на территории епархии возникли первые монастыри, два из которых — Авраамиев Ростовский и Никитский Переславский — существуют и по сей день.
С 28 ноября 1390 года ростовские архиереи носили сан архиепископов.
К концу святительства Феодора III Ростовская кафедра включала, кроме Ростова, Ярославль, Белоозеро, Устюг, Угличе Поле и Мологу.
При учреждении патриархии на Руси в 1589 году ряд архиепископий, в том числе и Ростовская, были возвышены до митрополий.
Расцвет духовной культуры XVI—XVII веков выразился в строительстве великолепных каменных храмов, в развитии иконописи и фресковой живописи, колокололитейного производства. Символами этой эпохи является Ростовский кремль — «сказка в камне», воздвигнутая митрополитом Ростовским Ионой (Сысоевичем) и храм Ильи Пророка в Ярославле.
В 1786 году в рамках общей политики государства на унификацию центров и границ епархий с центрами и границами административных образований последовал указ о перенесении кафедры из Ростова Великого в Ярославль, что было практически осуществлено 6 мая 1788 года; тогда же кафедра была соответственно переименована в Ярославскую и Ростовскую.
В 1907 году ростовские священнослужители обратились в Синод с просьбой учредить в Ростове Великом викариатство. Во главе их встал настоятель кафедрального собора отец Анатолий, который и желал занять пост викария. Он утверждал, что «белые клобуки за него». Монашество же полностью поддерживало архиепископа, который негативно относился к предложенной кандидатуре, а потому и не хотел учреждать новое викариатство: «Отца Анатолия я не желаю, с ним не обобраться будет историй». Конфликт затянулся на несколько лет. Потребовалось вмешательство митрополита Киевского Флавиана (Городецкого), чтобы викариатство не было открыто.
22 января 1920 года было учреждено Ростовское викариатство Ярославской епархии. После 1935 года не замещалась.

## Изменение названия
- Ростовская и Суздальская — с 992 г.
- Ростовская, Суздальская, Владимирская и Муромская — с 1149 г.
- Ростовская и Муромская — с 1164 (по др. свед.: с 1172) года
- Ростовская, Суздальская и Владимирская — с 1198 г.
- Ростовская, Переяславская и Ярославская — с 1213 (1214) года
- Ростовская и Ярославская — с 1226 г.
- Ростовская, Ярославская и Белозерская — с 1389 (1390) года
- Ростовская и Ярославская — с 26 января 1589 (по др. свед.: 1587 г.)
- Ярославская и Ростовская — с 16 октября 1799 (по др. свед.: 1783, 1786, 1787) г.

## Епископы
- Феодор I (990/992 — ок. 1023)
- Иларион (990-е)
- Леонтий Ростовский (не позже 1051 — не позже 1077)
- Исаия (1078—1090)
- Ефрем (1090 — не ранее 1112)
- Иоанн I (1131—1146)
- Нестор (1147—1157)
- Леон (1157—1162)
- Феодор II (1162—1169[6])
- Леонтий II (1172—1185)
- Николай (упом. ок. 1185)
- Лука (11 марта 1185 — 10 ноября 1189)
- Иоанн II (23 января 1190 — 12 мая 1214)
- Пахомий (1214—1216)
- Кирилл I (1216 — 16 сентября 1229)
- Кирилл II (1230 — 21 мая 1262)
- Игнатий I (19 сентября 1262—1278)
- Дионисий (1278)
- Игнатий I (1278 — 28 мая 1288)
- Тарасий (1288—1295)
- Симеон (1295—1311)
- Прохор (1311 — 7 сентября 1328)
- Антоний (октябрь 1328—1336)
- Гавриил (1336—1346)
- Иоанн III (1346—1356)
- Игнатий II (1356—1364)
- Петр (1364—1365)
- Арсений (Луговской-Грива) (1374—1380)
- Матфей Гречин (упом. 1381—1385)
- Иаков (1386—1390)
- Феодор III (1390 — 28 ноября 1395)
- Григорий Премудрый (29 марта 1396 — 3 мая 1416)
- Дионисий II Грек (12 июля 1418 — 18 октября 1425)
- Ефрем (13 апреля 1427 — 29 марта 1454)
- Феодосий (Бывальцев) (июнь 1454 — 3 мая 1461)
- Трифон (13 мая 1462 — 6 августа 1467)
- Вассиан (Рыло) (13 декабря 1467 — 23 марта 1481)
- Иоасаф (Оболенский) (22 июля 1481—1488)
- Тихон (Малышкин) (15 января 1489 — январь 1503)
- Вассиан (Санин) (15 января 1506 — 18 августа 1515)
- Иоанн IV (9 февраля 1520 — 12 мая 1525)
- Кирилл III (4 марта 1526—1538)
- Досифей (март 1539 — 14 августа 1542)
- Алексий (25 февраля 1543—1548)
- Никандр (17 марта 1549 — 25 сентября 1566)
- Корнилий (19 января 1567 — упом. 1574)
- Иона (1574 — 20 апреля 1577) на епархии не был
- Авраамий (упом. 1577)
- Давид (1578—1582)
- Евфимий (1583 — декабрь 1585)
- Иов (9 января — 11 декабря 1586)
- Варлаам (Рогов) (январь 1586 — 25 марта 1603)
- Иона (Думин) (1603—1604)
- Кирилл (Завидов) (18 марта 1605 — апрель 1606)
- Филарет (Романов) (май 1606 — 22 июня 1619)
- Кирилл (Завидов) (1611—1616) временно управляющий
- Варлаам (Старорушин) (1619 — 9 июля 1652)
- Иона Сысоевич (22 августа 1652 — 20 декабря 1690)
- Иоасаф (Лазаревич) (5 июля 1691 — 10 ноября 1701)
- Димитрий (Туптало) (4 января 1702 — 28 октября 1709)
- Досифей (Глебов) (17 июня 1711 — 19 февраля 1718)
- Георгий (Дашков) (13 июля 1718 — 28 декабря 1730)
- Иоаким (Владимиров) (13 апреля 1731 — 25 декабря 1741)
- Арсений (Мацеевич) (13 мая 1742 — 14 апреля 1763)
- Афанасий (Волховский) (26 мая 1763 — 15 февраля 1776)
- Самуил (Миславский) (17 марта 1776 — 22 сентября 1783)
- Арсений (Верещагин) (22 сентября 1783 — 6 мая 1788)

Ростовское викариатство Ярославской епархии
- Иосиф (Петровых) (22 января 1920 — 26 августа 1926)
- Иннокентий (Летяев) (14 октября — 15 ноября 1927)
- Евгений (Кобранов) (14 декабря 1927 — 5 декабря 1933)
- Серафим (Трофимов) (5 декабря 1933 — 30 ноября 1935)